# Madonna Live: The Virgin Tour
Madonna Live: The Virgin Tour è la seconda raccolta video della cantautrice statunitense Madonna, pubblicata il 13 novembre 1985.

## Descrizione
Nel 1985 Madonna ha intrapreso il Virgin Tour per promuovere i primi album in studio Madonna (1983) e Like a Virgin (1984).

## Tracce
1. Dress You Up – 5:36
2. Holiday – 6:41
3. Into the Groove – 5:08
4. Everybody – 4:32
5. Gambler – 2:56
6. Lucky Star – 4:54
7. Crazy for You – 4:16
8. Over and Over – 4:04
9. Like a Virgin – 5:31
10. Material Girl – 5:59

## Classifiche

### Classifiche settimanali
| Classifica (1985) | Posizione raggiunta |
| ----------------- | ------------------- |
| Stati Uniti       | 1                   |

### Classifiche di fine anno
| Classifica (1986) | Posizione raggiunta |
| ----------------- | ------------------- |
| Stati Uniti       | 28                  |